# 塩責め
塩責め（しおぜめ）は、拷問の一種である。

## 概要
手法としては、罪人の肌を刃物で傷つけ、その上に塩を塗りつけるものである。塩は傷口にしみて激痛を引き起こす性質がある。対象者は痛みのあまり悶死するか体力を消耗し衰弱死する。
塩責めを受けた人物で有名なのは鼠小僧が挙げられる。彼は激痛で気絶したと言われる。